# Feng Kai
Feng Kai, född den 28 augusti 1978 i Changchun, Jilin, är en kinesisk short track-löpare som vann brons på 5000 metersloppet vid Olympiska vinterspelen 1998 och 2002.